# 毒草師シリーズ
『毒草師シリーズ』（どくそうし シリーズ）は、高田崇史による日本の推理小説のシリーズ。
西田から持ち込まれる毒殺事件を主人公・御名形史紋が紐解くという物語。
QEDシリーズのスピンオフ作品である。2015年6月現在既刊4巻。

## 作品一覧
- 毒草師 （幻冬舎2007年4月 ISBN 978-4-344-01316-2）
  - 毒草師 QED Another Story （講談社ノベルス2008年4月 ISBN 978-4-06-182590-1 / 講談社文庫2010年8月、ISBN 978-4-06-276729-3）
- 毒草師 白蛇の洗礼 （朝日新聞出版2008年4月 ISBN 9784022504272 / 講談社ノベルス2011年6月 ISBN 978-4-06-182781-3 / 朝日文庫 2012年11月 ISBN 978-4-02-264582-1）
- 毒草師 パンドラの鳥籠 （朝日新聞出版2012年12月 ISBN 9784022510365 / 新潮文庫 2015年10月　ISBN 978-4-10120071-2）
- 七夕の雨闇――毒草師―― （新潮社2015年6月 ISBN 9784103393313 / 新潮文庫 2018年7月 ISBN 978-4-10-120072-9）

## 主な登場人物
御名形 史紋（みなかた　しもん）
毒草師。昭和42年5月12日生まれ。QEDシリーズの第11作『神器封殺』で初登場。紀伊和歌山大学大学院卒。驚くべき記憶力を持つが、非常に無愛想。長髪と、能面のような無表情が特徴。
職業が示すように毒草に関して深い知識を持つほか、動物毒など専門外の毒物や歴史に関しても幅広い知識を持つ。趣味は毒草いじり。昔のあだ名は「くまぐす」で、自身も南方熊楠を尊敬している。
母のクリス（英国人）も毒草の研究者で、父は大学教授。クリスチャン。
1997年12月に東京へ転居し、マンション「グランヴェール九品仏」に拠点を置く。
前述の通りQEDシリーズにも登場するほか、カンナシリーズにも登場している。
西田 真規（にしだ まさき）
雑誌社「ファーマ・メディカ」の編集者。「グランヴェール九品仏」のオーナーの甥で、部屋を格安で借りており、遠藤の命令で御名形にマンションの隣室を紹介した。記憶力に難があり、御名形からは苦言を呈されることも。
事件の真相に近づくにつれ命の危険にさらされることが多く、御名形からは「カロン・カコン（美しき災い）」に巻き込まれる人間だとも、「ポプルス・エラーンス（さまよい人）」とも評される。割と惚れっぽい性格で、「ファム・ファタル（破滅に導く女性）」に縁がある。
遠藤 悟士（えんどう さとし）
「ファーマ・メディカ」編集長。「退かずの遠藤」とあだ名され、一度言い出したら余程のことがない限り撤回せず、聞く耳を持たなくなり、しばしば平気な顔で無茶を言う。御名形の友人でもある熱田記念病院院長・熱田鎮とは知人である。御名形と縁のある西田に対して、自分の元に舞い込んでくる毒殺事件の取材を命じている。
神凪 百合（かんなぎ ゆり）
『白蛇の洗礼』から登場、自分が通っていた茶道教室で周囲の人間が毒殺されたために最重要容疑者とされていた。初登場時26歳。元病院受付勤務で現在は御名形の助手を非常勤で務める。可愛らしい容姿に加え、優しく気が利くため西田から淡い好意を寄せられている。
鬼役の家系で、解毒斎と呼ばれる強力な毒物耐性を持つという特異体質。常人ならば死亡する量の毒物を摂取しても平気で、アルコールや薬物も効かない。
辰巳 浩助（たつみ こうすけ）
警視庁の刑事。階級は警部。
『鬼門の将軍』にも登場する。
堂本 素直（どうもと すなお）
警視庁の刑事。初登場はQEDシリーズ第1作「百人一首の呪」で、そちらでは岩築竹松警部と組んでいる。

## 用語
ファーマ・メディカ
西田らが勤務する出版社。本社は千代田区市ヶ谷。医療業界向けの月刊誌「ファーマ・ビュー」や一般書籍、日報、季刊誌を出版している。社員は80名ほど。『鬼門の将軍』にも登場する。